# Ljudmila Grankowskaja
Ljudmila Grankowskaja (kasachisch Людмила Гранковская; * 13. Februar 1989) ist eine ehemalige kasachische Leichtathletin, die im Weit- und Dreisprung an den Start ging. Ihren größten Erfolg feierte sie mit dem Hallenasienmeistertitel im Weitsprung 2010 in Teheran.

## Sportliche Laufbahn
Erste internationale Erfahrungen sammelte Ljudmila Grankowskaja im Jahr 2008, als sie bei den Juniorenweltmeisterschaften in Bydgoszcz mit einer Weite von 12,85 m in der Dreisprungqualifikation ausschied. 2010 siegte sie mit 5,98 m bei den Hallenasienmeisterschaften in Teheran im Weitsprung und gewann im Dreisprung mit 12,95 m die Silbermedaille hinter der Chinesin Liu Yanan. 2012 belegte sie bei den Hallenasienmeisterschaften in Hangzhou mit 5,95 m den vierten Platz im Weitsprung und gewann im Dreisprung mit 13,22 m die Bronzemedaille hinter den Chinesinnen Xie Limei und Li Yanmei. Im Jahr darauf gelangte sie bei den Asienmeisterschaften in Pune mit 12,96 m auf den sechsten Platz im Dreisprung und 2015 beendete sie ihre aktive sportliche Karriere im Alter von 26 Jahren.

## Persönliche Bestleistungen
- Weitsprung: 6,13 m (+1,2 m/s), 28. Juni 2014 in Almaty
- Dreisprung: 13,63 m (0,0 m/s), 30. Juni 2012 in Almaty